# John Moors Cabot
Pour les articles homonymes, voir Cabot et Moors (homonymie).
John Moors Cabot, né le 11 décembre 1901 à Cambridge et mort le 24 février 1981 à Washington D.C., est un diplomate américain.

## Biographie
Fils de Godfrey Lowell Cabot (en), fondateur de Cabot Corporation, il suit ses études à Buckingham Browne & Nichols (en), à l'Université Harvard, puis à l'Université d'Oxford.
Il est successivement ambassadeur en Suède de 1954 à 1957, en Colombie de 1957 à 1959, au Brésil de 1959 à 1961, et en Pologne de 1962 à 1965.
De 1953 à 1953, il est Assistant Secretary of State for Inter-American Affairs (en).

## Publications
- The Racial Conflict in Transylvania: A Discussion of the Conflicting Claims of Rumania and Hungary to Transylvania, the Banat, and the Eastern Section of the Hungarian Plain, 1926

## Sources
- (en) Cet article est partiellement ou en totalité issu de l’article de Wikipédia en anglais intitulé « John Moors Cabot » (voir la liste des auteurs).